# Удская губа
У́дская губа́ — залив в крайней западной части Охотского моря, у побережья Тугуро-Чумиканского района Хабаровского края России.
Длина — 100 км, ширина — 85 км, максимальная глубина — 36 м. Средняя величина прилива — 6 м.
Приливы неправильные, полусуточные. С октября по июнь покрыт льдом. Берега в основном высокие. В залив впадает реки: Уда, Киран, Тыл и другие. У входа в губу находятся Шантарские острова. На берегу залива находится порт Чумикан.